# Loimia variegata
Loimia variegata är en ringmaskart som först beskrevs av Grube 1870.  Loimia variegata ingår i släktet Loimia och familjen Terebellidae. Inga underarter finns listade i Catalogue of Life.